# Chuck Bass
Charles Bartholomew Bass é um personagem da série de livros e televisão Gossip Girl, escrita por Cecily von Ziegesar. Na série de televisão ele é interpretado pelo ator britânico Ed Westwick. Apesar de ser um antagonista secundário nos livros, Chuck Bass é um dos personagens principais na adaptação televisiva, com um perfil anti-heróico caracterizado por sua ambição financeira, hedonismo e estilo único  Estuda em uma das escolas mais bem conceituadas de Manhattan, a St. Jude's, e faz parte da elite da série por morar no Upper East Side.

## História

### Em livros
Charles Bartolomeu Bass foi criado no círculo social mais elitizado de Manhattan. Ele é filho de Bartolomeu Bass, um investidor bem sucedido.Ele mora com sua família no Palace Hotel no Upper East Side e estuda na escola Riverside Preparatory School for Boys. É mulherengo, sai com todas as garotas e é conhecido pelo seu charme irresistível. Ele costuma usar uma echarpe com suas iniciais. Preguiçoso e vaidoso, seu maior interesse é dinheiro e sexo.

### Na série
Charles Bartholomeu Bass, ou Chuck Bass, é um adolescente, filho único do bilionário Bartholomew Bass, dono do luxuoso New York Palace Hotel, situado no Upper East Side, um dos mais chiques lugares de Manhattan.  
Sua mãe Elisabeth Fisher Bass morreu em seu parto (isso é o que Chuck acha ), por isso Chuck se culpa e acredita que seu pai também o culpa, pela falta de atenção e recorrentes discordâncias entre eles.
O caráter de Chuck é completamente afetado por seus problemas familiares e por isso se torna garoto mimado, egoísta, arrogante, rancoroso e cruel.
A série relata a elite do Upper East Side: ele e seus amigos Nate Archibald, Blair Waldorf e Serena van der Woodsen. 
Na primeira temporada, após Blair romper com Nate, ela tem relações com Chuck. 

### Segunda Temporada
Ainda na segunda temporada Chuck perde o pai Bartolomeu em um acidente de carro, e culpa sua madrasta porque acredita que ela tem um caso com o namorado de sua juventude (Ruffles). Blair revela para Chuck que o ama porem ele a rejeita. No Episódio "Remains of the J", ele fica com Vanessa para invejar Blair e Nate, que estão, novamente, juntos.
No último episódio da segunda temporada, Chuck revela a Blair que a ama, depois de muita discussão e confusões. A cena final é embalada pela música Season of love do grupo americano Shiny Toy Guns. Chuck surpreende Blair na portaria de seu prédio, onde entrega presentes e finalmente diz "I love you too". Finalmente o casal mais complicado da série se acerta, e a temporada acaba com os dois se beijando. Chuck e Blair formam o casal mais amado da série, ofuscando outros personagens, como Dan e Serena. Blair e Chuck são tão aclamados que possuem vários fãs clubes, além de centenas de comunidades em sites de relacionamentos dedicadas ao casal. Eles são conhecidos pelo apelido Chair (Chuck + Blair) no mundo inteiro.

### Terceira Temporada
Na terceira temporada, Chuck perde o estilo de vida que tinha, onde se interessava apenas por dinheiro, mulheres e sexo. Está namorando Blair, então passa o maior tempo cuidando dela e dos negócios que seu pai deixou. Tentando não viver na sombra de Bart Bass, Chuck compra o The Empire Hotel e tenta seguir os negócios a sua maneira.
Nessa temporada, Chuck descobre que sua mãe ainda está viva e tenta criar laços, mas se decepciona ao descobrir que ela esta conjuminando com seu tio paterno e inimigo Jack Bass. 
Nos seus recorrentes joguinhos com Blair a relação começa a correr perigo pela falta de confiança entre eles. Após trair completamente a confiança de Blair, que faria tudo por ele, trocando-a por seu amado Hotel, o relacionamento acaba.  
Chuck faz de tudo pra reconquistar Blair, mas quando perde a esperança se envolve com Jenny Humphrey. Quando Blair esta pronta pra perdoá-lo, descobre o ocorrido e acaba de vez com o relacionamento. 
Na esperança de salvar o anel de noivado que entregaria à Blair em um assalto, Chuck leva um tiro no último episódio da temporada.

### Quarta Temporada
Em Praga, Eva resgata Chuck quando o vê baleado e cuida dele até a recuperação, quando ele melhora decide que vai começar uma vida nova longe do Upper East Side, portanto mente seu nome: Henry Prince. 
Serena e Blair que estão passando as férias em Paris o encontram e o convencem à voltar para Nova Iork. Chuck volta, mas leva Eva com ele. Blair faz de tudo pra separá-los, e Eva vai embora. 
Ele quer se vingar de Blair mas nesse jogo de amor e ódio os dois reatam a vida sexual. Quando decidem ficar juntos percebem que não é o ideal, mas Chuck promete esperar.  
Chuck teve um relacionamento com Raina Thorpe, filha de Russel Thorpe o homem que quer comprar as indústrias Bass, e dividi-las e colocar em leilão. No início, Chuck fica com ela apenas para influenciá-la a impedir o seu pai de fazer essa compra. Logo depois, Chuck começa a gostar de verdade dela. Só que eles não dão certo porque Raina não concorda com certas ações de Chuck. Raina começa a ter um relacionamento com o melhor amigo de Chuck, Nate. 
Esse relacionamento entre Chuck e Raina, estimulou Blair e Dan a ficarem mais próximos. Dan e Blair se beijam, enquanto Chuck estava indo atrás de Blair.

### Quinta Temporada
Na quinta temporada, Chuck perde Blair para Louis. Blair e Chuck tem uma recaída, mas Blair acaba ficando grávida de Louis. Chuck faz de tudo para ter Blair de novo, e quando eles estão prestes a ficarem juntos, sofrem um acidente, no qual Chuck ficou a beira da morte e Blair perdeu o bebê. Blair faz um juramento falando que se casará com Louis, caso Chuck sobreviva, e ele sobreviveu. Nesse tempo Blair se aproxima ainda mais de Dan. Blair quase não se casa com Louis, pois foi flagrada se declarando para Chuck no dia de seu casamento. Porém ele a aceita de volta e o casamento continua.
Após Blair descobrir que o príncipe não era aquilo que ela pensava, Blair acaba se envolvendo com Dan, e fica entre ele e Chuck Bass. Entretanto, no fim da temporada, ela escolhe Chuck.

### Sexta Temporada
Na sexta temporada eles fazem um pacto para serem bem sucedidos, antes de ficarem juntos. O que acaba acontecendo devido a morte do pai de Chuck no penúltimo episódio. No último episódio, devido a fuga da polícia, Chuck e Blair se casam, para a alegria dos fãs do casal. Depois de cinco anos têm um filho chamado Henry, que é o primeiro herdeiro Waldorf/Bass.